# بورس کالای شیکاگو

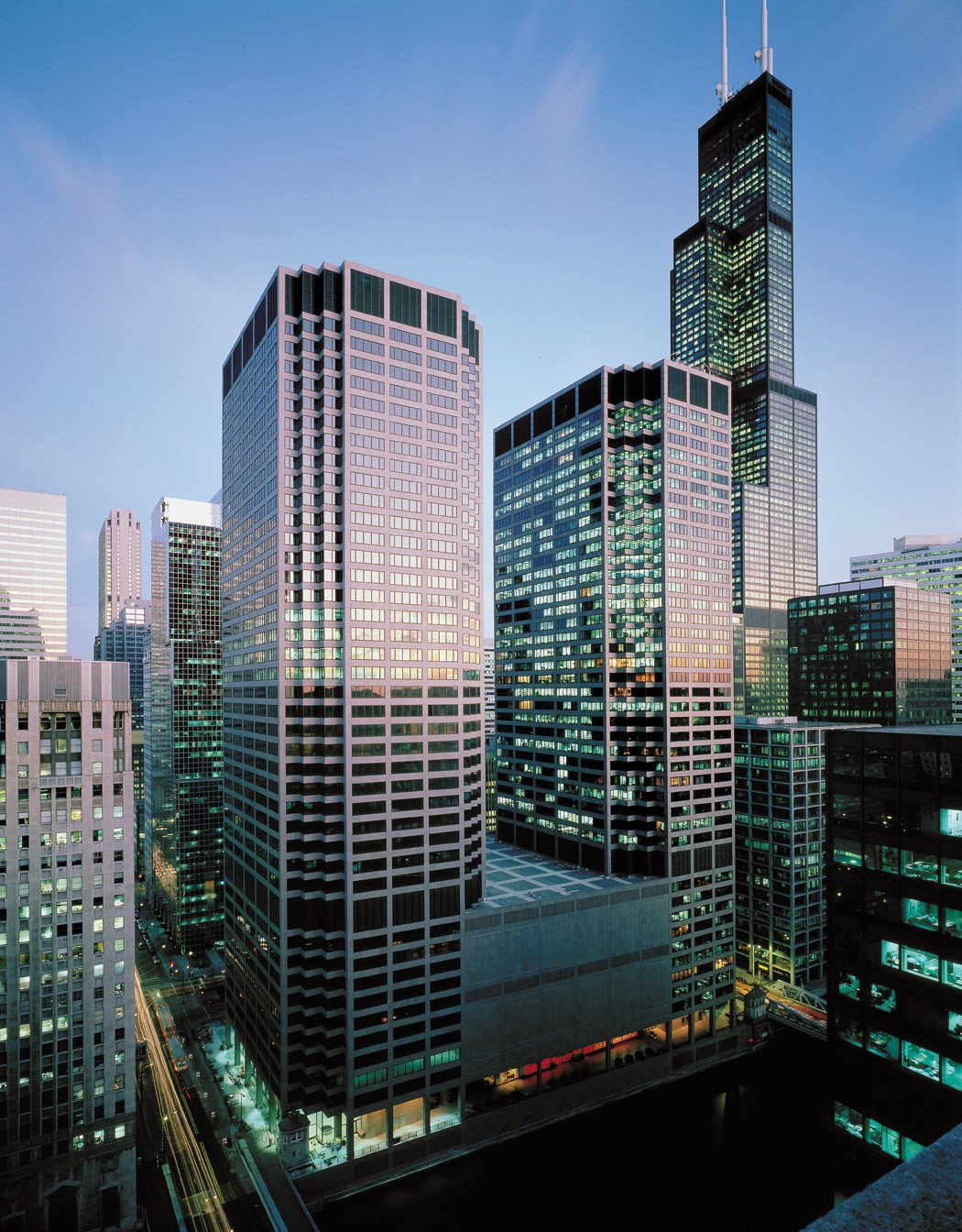
نمایی از ساختمان بورس کالای شیکاگو

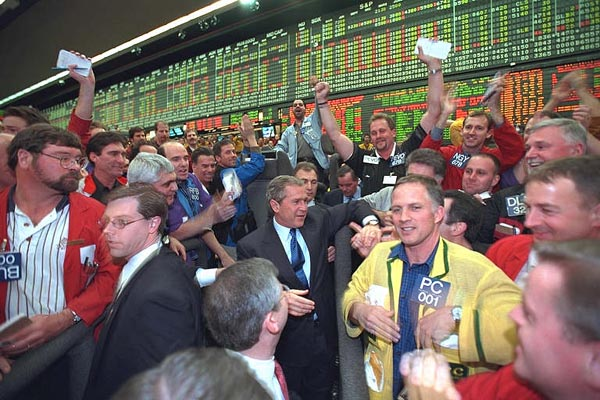

بورس کالای شیکاگو، (به انگلیسی: Chicago Mercantile Exchange) (اختصاری CME) تأسیس ۱۸۹۸ و معروف به "The Merc"، یکی از مهم‌ترین بازارهای اقتصادی ایالات متحده آمریکا و جهان می‌باشد.